# Israel Football League 2016-2017
La Israel Football League 2016-2017 è la 10ª edizione del campionato di football americano di primo livello, organizzato da AFI.

## Squadre partecipanti
| Club                       | Città          | Stadio | Sponsor ufficiale | Risultato nella stagione 2016 |
| -------------------------- | -------------- | ------ | ----------------- | ----------------------------- |
| Beersheva Black Swarm      | Be'er Sheva    |        |                   |                               |
| Haifa Underdogs            | Haifa          |        | Nemo’s            |                               |
| Jerusalem Lions            | Gerusalemme    |        | Big Blue          |                               |
| Judean Rebels              | Gerusalemme    |        |                   |                               |
| Mazkeret Batya Silverbacks | Mazkeret Batya |        | Pointer           |                               |
| Petah Tikva Troopers       | Petah Tiqwa    |        | Mike’s Place      |                               |
| Ramat HaSharon Hammers     | Ramat HaSharon |        |                   |                               |
| Tel Aviv Pioneers          | Tel Aviv       |        |                   |                               |

## Stagione regolare

### Calendario

#### 1ª giornata
| Ma'ale Adummim 8 dicembre 2016, ore 21:00 | Judean Rebels | 12 – 16 (0-0 12-0 0-8 0-8) referto | Jerusalem Lions | Toto Stadium (44 spett.) |

| Tel Aviv 9 dicembre 2016, ore 10:30 | Tel Aviv Pioneers | 34 – 12 (12-0 6-12 8-0 8-0) referto | Haifa Underdogs | Università di Tel Aviv (38 spett.) |

| Mazkeret Batya 10 dicembre 2016, ore 20:30 | Mazkeret Batya Silverbacks | 6 – 44 (6-7 0-13 0-22 0-2) referto | Ramat HaSharon Hammers | (23 spett.) |

| Be'er Sheva 10 dicembre 2016, ore 21:15 | Beersheva Black Swarm | 0 – 46 (0-8 0-8 0-14 0-16) referto | Petah Tikva Troopers | Micha Reisser Field (51 spett.) |

#### 2ª giornata
| Ma'ale Adummim 15 dicembre 2016, ore 21:00 | Jerusalem Lions | 32 – 24 (0-2 16-0 8-8 8-14) referto | Tel Aviv Pioneers | Toto Stadium (37 spett.) |

| Petah Tiqwa 16 dicembre 2016, ore 10:00 | Petah Tikva Troopers | 24 – 22 (6-8 0-6 6-8 12-0) referto | Judean Rebels | Stadio HaMoshava (24 spett.) |

| Mazkeret Batya 17 dicembre 2016, ore 20:30 | Mazkeret Batya Silverbacks | 6 – 12 (d.t.s.) (0-0 0-6 0-0 6-0 0-6) referto | Beersheva Black Swarm | (18 spett.) |

#### 3ª giornata
| Ma'ale Adummim 22 dicembre 2016, ore 21:00 | Jerusalem Lions | 22 – 20 (0-8 10-6 0-6 12-0) referto | Petah Tikva Troopers | Toto Stadium (56 spett.) |

| Be'er Sheva 24 dicembre 2016, ore 21:00 | Beersheva Black Swarm | 0 – 41 (0-7 0-16 0-6 0-12) referto | Ramat HaSharon Hammers | Micha Reisser Field (34 spett.) |

#### 4ª giornata
| Ramat HaSharon 29 dicembre 2016, ore 20:00 | Ramat HaSharon Hammers | 25 – 14 (8-8 3-0 7-6 7-0) referto | Haifa Underdogs | Dudu Dotan (42 spett.) |

| Tel Aviv 30 dicembre 2016, ore 10:30 | Tel Aviv Pioneers | 56 – 9 (16-3 20-0 14-6 6-0) referto | Mazkeret Batya Silverbacks | Università di Tel Aviv (36 spett.) |

#### 5ª giornata
| Petah Tiqwa 5 gennaio 2017, ore 20:30 | Petah Tikva Troopers | 60 – 0 (8-0 22-0 16-0 14-0) referto | Mazkeret Batya Silverbacks | Stadio HaMoshava (38 spett.) |

| Ma'ale Adummim 5 gennaio 2017, ore 21:00 | Judean Rebels | 34 – 42 (6-12 8-16 8-14 12-0) referto | Tel Aviv Pioneers | Toto Stadium (48 spett.) |

| Be'er Sheva 7 gennaio 2017, ore 21:00 | Beersheva Black Swarm | 6 – 48 (6-14 0-14 0-14 0-6) referto | Jerusalem Lions | Micha Reisser Field (0 spett.) |

#### 6ª giornata
| Ma'ale Adummim 12 gennaio 2017, ore 21:00 | Jerusalem Lions | 52 – 9 (12-3 16-6 24-0 0-0) referto | Ramat HaSharon Hammers | Toto Stadium (52 spett.) |

| Petah Tiqwa 13 gennaio 2017, ore 10:00 | Petah Tikva Troopers | 60 – 30 (14-6 24-0 14-24 8-0) referto | Tel Aviv Pioneers | Stadio HaMoshava (45 spett.) |

| Ma'ale Adummim 14 gennaio 2017, ore 21:00 | Judean Rebels | 24 – 8 (0-0 24-0 0-8 0-0) referto | Beersheva Black Swarm | Toto Stadium (28 spett.) |

| Mazkeret Batya 14 gennaio 2017, ore 21:00 | Mazkeret Batya Silverbacks | 7 – 20 (0-8 0-6 0-6 7-0) referto | Haifa Underdogs | (13 spett.) |

#### 7ª giornata
| Ramat HaSharon 19 gennaio 2017, ore 20:00 | Ramat HaSharon Hammers | 22 – 42 (8-8 8-8 0-20 6-6) referto | Petah Tikva Troopers | Dudu Dotan (53 spett.) |

| Zikhron Ya'aqov 20 gennaio 2017, ore 10:00 | Haifa Underdogs | 9 – 40 (0-18 3-0 0-14 6-8) referto | Jerusalem Lions | Meir Shfeya (46 spett.) |

#### 8ª giornata
| Ramat HaSharon 26 gennaio 2017, ore 20:00 | Ramat HaSharon Hammers | 28 – 0 (0-0 14-0 8-0 6-0) referto | Mazkeret Batya Silverbacks | Dudu Dotan (18 spett.) |

| 27 gennaio 2017, ore 10:00 | Haifa Underdogs | 0 – 0 (a tavolino) | Beersheva Black Swarm |  |

| Tel Aviv 27 gennaio 2017, ore 10:30 | Tel Aviv Pioneers | 46 – 28 (0-8 24-6 14-14 8-0) referto | Judean Rebels | Università di Tel Aviv (26 spett.) |

#### 9ª giornata
| Ma'ale Adummim 2 febbraio 2017, ore 21:00 | Jerusalem Lions | 36 – 30 (8-0 14-22 8-0 6-8) referto | Judean Rebels | Toto Stadium (38 spett.) |

| Mazkeret Batya 4 febbraio 2017, ore 21:00 | Mazkeret Batya Silverbacks | 6 – 54 (0-22 0-16 6-8 0-8) referto | Petah Tikva Troopers | (17 spett.) |

#### 10ª giornata
| Ma'ale Adummim 9 febbraio 2017, ore 21:00 | Judean Rebels | 20 – 27 (14-7 0-6 0-0 6-14) referto | Haifa Underdogs | Toto Stadium (27 spett.) |

| Tel Aviv 10 febbraio 2017, ore 10:30 | Tel Aviv Pioneers | 34 – 14 (8-0 6-8 6-6 14-0) referto | Ramat HaSharon Hammers | Università di Tel Aviv (29 spett.) |

| Be'er Sheva 11 febbraio 2017, ore 21:00 | Beersheva Black Swarm | 30 – 20 (6-14 14-0 2-0 8-6) referto | Mazkeret Batya Silverbacks | Micha Reisser Field (31 spett.) |

#### 11ª giornata
| Ma'ale Adummim 16 febbraio 2017, ore 21:00 | Jerusalem Lions | 40 – 14 (6-0 22-14 6-0 6-0) referto | Haifa Underdogs | Toto Stadium (16 spett.) |

| Petah Tiqwa 17 febbraio 2017, ore 10:00 | Petah Tikva Troopers | 58 – 0 (16-0 14-0 14-0 14-0) referto | Ramat HaSharon Hammers | Stadio HaMoshava (34 spett.) |

| Be'er Sheva 18 febbraio 2017, ore 21:00 | Beersheva Black Swarm | 26 – 36 (0-8 6-22 8-6 12-0) referto | Tel Aviv Pioneers | Micha Reisser Field (26 spett.) |

#### 12ª giornata
| Ramat HaSharon 23 febbraio 2017, ore 20:00 | Ramat HaSharon Hammers | 30 – 22 (8-0 6-0 8-6 8-16) referto | Beersheva Black Swarm | Dudu Dotan (37 spett.) |

| Ma'ale Adummim 23 febbraio 2017, ore 21:00 | Judean Rebels | 26 – 6 (14-6 12-0 0-0 0-0) referto | Mazkeret Batya Silverbacks | Toto Stadium (20 spett.) |

| Tel Aviv 24 febbraio 2017, ore 10:30 | Tel Aviv Pioneers | 22 – 14 (6-0 0-8 0-0 16-6) referto | Jerusalem Lions | Università di Tel Aviv (26 spett.) |

| Zikhron Ya'aqov 25 febbraio 2017, ore 21:15 | Haifa Underdogs | 14 – 55 (0-20 7-20 7-7 0-8) referto | Petah Tikva Troopers | Meir Shfeya (22 spett.) |

#### Recuperi 1
| Zikhron Ya'aqov 2 marzo 2017, ore 21:15 | Haifa Underdogs | 16 – 52 (0-18 10-22 0-0 6-12) referto | Judean Rebels | Meir Shfeya (17 spett.) |

#### 13ª giornata
| Ramat HaSharon 9 marzo 2017, ore 20:00 | Ramat HaSharon Hammers | 36 – 42 | Judean Rebels | Dudu Dotan |

| Petah Tiqwa 9 marzo 2017, ore 20:30 | Petah Tikva Troopers | 36 – 0 | Beersheva Black Swarm | Stadio HaMoshava |

| Kiryat Yam 10 marzo 2017, ore 10:00 | Haifa Underdogs | 26 – 40 | Tel Aviv Pioneers | Avraham Garden |

| Mazkeret Batya 11 marzo 2017, ore 21:00 | Mazkeret Batya Silverbacks | 6 – 62 | Jerusalem Lions |  |

### Classifica
La classifica della regular season è la seguente:
- PCT = percentuale di vittorie, G = partite giocate, V = partite vinte,  P = partite perse, PF = punti fatti, PS = punti subiti

| Pos. | Squadra                    | PCT  | G  | V | N | P  | PF  | PS  |
| ---- | -------------------------- | ---- | -- | - | - | -- | --- | --- |
| 1    | Jerusalem Lions            | .900 | 10 | 9 | 0 | 1  | 362 | 152 |
| 2    | Petah Tikva Troopers       | .900 | 10 | 9 | 0 | 1  | 455 | 116 |
| 3    | Tel Aviv Pioneers          | .800 | 10 | 8 | 0 | 2  | 364 | 255 |
| 4    | Ramat HaSharon Hammers     | .500 | 10 | 5 | 0 | 5  | 249 | 270 |
| 5    | Judean Rebels              | .400 | 10 | 4 | 0 | 6  | 290 | 257 |
| 6    | Beersheva Black Swarm      | .250 | 10 | 2 | 1 | 7  | 104 | 287 |
| 7    | Haifa Underdogs            | .250 | 10 | 2 | 1 | 7  | 152 | 313 |
| 8    | Mazkeret Batya Silverbacks | .000 | 10 | 0 | 0 | 10 | 66  | 392 |

## Playoff

### Tabellone
|  | Wild Card | Wild Card              | Wild Card            |                   |                 | Semifinali      | Semifinali      | Semifinali |  |  | X Israel Bowl | X Israel Bowl | X Israel Bowl |  |
|  |           |                        |                      |                   |                 |                 |                 |            |  |  |               |               |               |  |
|  |           |                        |                      |                   |                 | 1               | Jerusalem Lions | 42         |  |  |               |               |               |  |
|  |           |                        |                      |                   |                 | 1               | Jerusalem Lions | 42         |  |  |               |               |               |  |
|  |           |                        |                      | Judean Rebels     | 34              |                 |                 |            |  |  |               |               |               |  |
|  | 4         | Ramat HaSharon Hammers | 14                   | Judean Rebels     | 34              |                 |                 |            |  |  |               |               |               |  |
|  | 4         | Ramat HaSharon Hammers | 14                   |                   |                 |                 |                 |            |  |  |               |               |               |  |
|  | 5         | Judean Rebels          | 36                   |                   |                 |                 |                 |            |  |  |               |               |               |  |
|  | 5         | Judean Rebels          | 36                   |                   | Jerusalem Lions | Jerusalem Lions | 44              |            |  |  |               |               |               |  |
|  |           |                        |                      |                   |                 |                 |                 |            |  |  |               |               |               |  |
|  |           |                        | Tel Aviv Pioneers    | Tel Aviv Pioneers | 36              |                 |                 |            |  |  |               |               |               |  |
|  |           |                        |                      | Tel Aviv Pioneers | 36              |                 |                 |            |  |  |               |               |               |  |
|  |           |                        |                      |                   |                 |                 |                 |            |  |  |               |               |               |  |
|  |           |                        |                      |                   |                 |                 |                 |            |  |  |               |               |               |  |
|  |           | 2                      | Petah Tikva Troopers | 32                |                 |                 |                 |            |  |  |               |               |               |  |
|  |           |                        |                      | 32                |                 |                 |                 |            |  |  |               |               |               |  |
|  |           |                        |                      | Tel Aviv Pioneers | 44              |                 |                 |            |  |  |               |               |               |  |
|  | 3         | Tel Aviv Pioneers      | 68                   | Tel Aviv Pioneers | 44              |                 |                 |            |  |  |               |               |               |  |
|  | 3         | Tel Aviv Pioneers      | 68                   |                   |                 |                 |                 |            |  |  |               |               |               |  |
|  | 6         | Beersheva Black Swarm  | 40                   |                   |                 |                 |                 |            |  |  |               |               |               |  |

### Wild card
| 16 marzo 2017 | Ramat HaSharon Hammers | 14 – 36 (0-8 6-8 0-8 8-12) | Judean Rebels | (35 spett.) |

| 17 marzo 2017 | Tel Aviv Pioneers | 68 – 40 (8-6 20-12 24-22 16-0) | Beersheva Black Swarm | (31 spett.) |

### Semifinali
| 24 marzo 2017 | Jerusalem Lions | 42 – 34 | Judean Rebels |  |

| 24 marzo 2017 | Petah Tikva Troopers | 32 – 44 | Tel Aviv Pioneers |  |

### X Israel Bowl
| 30 marzo 2017 | Jerusalem Lions | 44 – 36 (d.t.s.) (0-0 14-22 0-6 22-8 8-0) | Tel Aviv Pioneers |  |

## Verdetti
- Jerusalem Lions Campioni di Israele 2016-2017 (2º titolo)